# Tricentra gavisata
Tricentra gavisata är en fjärilsart som beskrevs av Walker 1862. Tricentra gavisata ingår i släktet Tricentra och familjen mätare. Inga underarter finns listade i Catalogue of Life.